# Simon Aspelin
Pour les articles homonymes, voir Aspelin.
Simon Olof Karl Aspelin, né le 11 mai 1974 à Saltsjöbaden, est un joueur de tennis suédois spécialisé dans le jeu en double, professionnel de 1998 à 2011.

## Biographie
Il a entamé sa carrière en tant que professionnel en 1998 et a occupé la septième place du classement technique ATP en double pendant une semaine.
Associé à Julian Knowle, il remporte l'US Open 2007 face aux Tchèques Lukáš Dlouhý et Pavel Vízner,. La même année, ils atteignent la finale du Masters de tennis masculin à Shanghai, mais s'inclinent face à la paire Knowles/Nestor.
Aspelin a également obtenu une médaille d'argent aux côtés de son compatriote Thomas Johansson en arrivant jusqu'en finale des Jeux olympiques de Pékin où ils perdent face aux Suisses Roger Federer et Stanislas Wawrinka.
Associé en double à Andreas Siljeström, il met un terme à sa carrière professionnelle à 37 ans après sa défaite lors de la finale de double de l'Open de Suède 2011,.

## Palmarès

### En double messieurs
| 12 titres en double | 1 G. Chelem | 1 G. Chelem | 1 G. Chelem | 1 G. Chelem | 0 Masters | 0 Masters | 0 Masters   | 0 Masters   | 0 Masters 1000 | 0 Masters 1000 | 0 Masters 1000 | 0 Masters 1000 | 3 ATP 500          | 3 ATP 500          | 3 ATP 500          | 3 ATP 500          | 8 ATP 250          | 8 ATP 250          | 8 ATP 250      | 8 ATP 250      | 0 JO           | 0 JO           | 0 JO           | 0 JO           |
| 12 titres en double | 5 sur dur   | 5 sur dur   | 5 sur dur   | 5 sur dur   | 5 sur dur | 5 sur dur | 1 sur gazon | 1 sur gazon | 1 sur gazon    | 1 sur gazon    | 1 sur gazon    | 1 sur gazon    | 5 sur terre battue | 5 sur terre battue | 5 sur terre battue | 5 sur terre battue | 5 sur terre battue | 5 sur terre battue | 1 sur moquette | 1 sur moquette | 1 sur moquette | 1 sur moquette | 1 sur moquette | 1 sur moquette |

## Parcours dans les tournois duGrand Chelem

### En simple
N'a jamais participé à un tableau final.

### En double
| 2000 | 1/8 de finale J. Landsberg \|\| style="text-align:left;" \| J. Novák D. Rikl        | 1er tour (1/32) J. Landsberg \|\| style="text-align:left;" \| N. Godwin M. Hill         | 1er tour (1/32) J. Landsberg \|\| style="text-align:left;" \| D. Adams J-L. de      | 1er tour (1/32) J. Landsberg \|\| style="text-align:left;" \| P. Haarhuis S. Stolle |                     |
| 2001 | 1er tour (1/32) R. Koenig \|\| style="text-align:left;" \| C. Haggard T. Vanhoudt   | 2e tour (1/16) J. Landsberg \|\| style="text-align:left;" \| A. Clément N. Escudé       | 2e tour (1/16) J. Landsberg \|\| style="text-align:left;" \| A. Kitinov N. Zimonjić | 1er tour (1/32) A. Kratzmann \|\| style="text-align:left;" \| A. Clément N. Escudé  |                     |
| 2002 | 2e tour (1/16) A. Kratzmann \|\| style="text-align:left;" \| D. Adams J. Tarango    | 1er tour (1/32) A. Kratzmann \|\| style="text-align:left;" \| M. Damm C. Suk            | 1er tour (1/32) J. Balcells \|\| style="text-align:left;" \| D. Petrovic D. Škoch   | 2e tour (1/16) A. Olhovskiy \|\| style="text-align:left;" \| D. Johnson J. Palmer   |                     |
| 2003 | 2e tour (1/16) J-L. de \|\| style="text-align:left;" \| D. Johnson J. Palmer        | 1er tour (1/32) D. Škoch \|\| style="text-align:left;" \| C. Haggard R. Koenig          | 2e tour (1/16) M. Wakefield \|\| style="text-align:left;" \| D. Johnson N. Zimonjić | 1er tour (1/32) M. Bertolini \|\| style="text-align:left;" \| J. Melzer F. Volandri |                     |
| 2004 | 2e tour (1/16) M. Bertolini \|\| style="text-align:left;" \| H. Arazi N. Mahut      | 1er tour (1/32) G. Oliver \|\| style="text-align:left;" \| K. Beck J. Novák             | 1/4 de finale T. Perry \|\| style="text-align:left;" \| W. Arthurs P. Hanley        | 1/8 de finale T. Perry \|\| style="text-align:left;" \| F. López F. Verdasco        |                     |
| 2005 | 1/8 de finale T. Perry \|\| style="text-align:left;" \| J. Björkman M. Mirnyi       | 1/8 de finale T. Perry \|\| style="text-align:left;" \| W. Arthurs P. Hanley            | 1er tour (1/32) T. Perry \|\| style="text-align:left;" \| D. Hrbatý M. Mertiňák     | 1/4 de finale T. Perry \|\| style="text-align:left;" \| P. Goldstein J. Thomas      |                     |
| 2006 | 1/4 de finale T. Perry \|\| style="text-align:left;" \| P. Hanley K. Ullyett        | 2e tour (1/16) T. Perry \|\| style="text-align:left;" \| A. Martín P. Starace           | 1/4 de finale T. Perry \|\| style="text-align:left;" \| M. Knowles D. Nestor        | 2e tour (1/16) T. Perry \|\| style="text-align:left;" \| A. Fisher T. Phillips      |                     |
| 2007 | 2e tour (1/16) C. Haggard \|\| style="text-align:left;" \| J. Benneteau N. Mahut    | 1/8 de finale J. Knowle \|\| style="text-align:left;" \| L. Dlouhý P. Vízner            | 1er tour (1/32) J. Knowle \|\| style="text-align:left;" \| T. Johansson A. Pavel    | Victoire J. Knowle                                                                  | L. Dlouhý P. Vízner |
| 2008 | 1er tour (1/32) J. Knowle \|\| style="text-align:left;" \| R. Lindstedt J. Nieminen | 1/8 de finale J. Knowle \|\| style="text-align:left;" \| J. Tipsarević V. Troicki       | 1er tour (1/32) J. Knowle \|\| style="text-align:left;" \| K. Anderson R. Lindstedt | 2e tour (1/16) J. Knowle \|\| style="text-align:left;" \| I. Kunitsyn D. Toursounov |                     |
| 2009 | 1er tour (1/32) P. Vízner \|\| style="text-align:left;" \| A. Pavel H. Tecău        | 1/8 de finale P. Hanley \|\| style="text-align:left;" \| W. Moodie D. Norman            | 1/4 de finale P. Hanley \|\| style="text-align:left;" \| J. Blake M. Fish           | 1er tour (1/32) P. Hanley \|\| style="text-align:left;" \| I. Ljubičić M. Llodra    |                     |
| 2010 | 1/8 de finale P. Hanley \|\| style="text-align:left;" \| F. González I. Ljubičić    | 1er tour (1/32) P. Hanley \|\| style="text-align:left;" \| M. Gicquel É. Roger-Vasselin | 2e tour (1/16) P. Hanley \|\| style="text-align:left;" \| J. Melzer P. Petzschner   | 1/4 de finale P. Hanley \|\| style="text-align:left;" \| M. Granollers T. Robredo   |                     |
| 2011 | 1er tour (1/32) A. Peya \|\| style="text-align:left;" \| Lu Y-h. R. Schüttler       | 1/8 de finale P. Hanley \|\| style="text-align:left;" \| J. S. Cabal E. Schwank         | 1/8 de finale P. Hanley \|\| style="text-align:left;" \| B. Bryan M. Bryan          | —                                                                                   | —                   |

N.B. : le nom du ou de la partenaire se trouve sous le résultat ; le nom des ultimes adversaires se trouve à droite.

### En double mixte
| Année | Open d'Australie             | Open d'Australie           | Internationaux de France     | Internationaux de France  | Wimbledon                    | Wimbledon                    | US Open                      | US Open                    |
| ----- | ---------------------------- | -------------------------- | ---------------------------- | ------------------------- | ---------------------------- | ---------------------------- | ---------------------------- | -------------------------- |
| 2000  | -                            | -                          | 1/4 de finale N. De Villiers | M. de Swardt David Adams  | -                            | -                            | -                            | -                          |
| 2005  |                              |                            |                              |                           |                              |                              | 1er tour (1/16) Cara Black   | Jamea Jackson Jesse Levine |
| 2006  |                              |                            |                              |                           |                              |                              | 1er tour (1/16) Sun Tiantian | D. Hantuchová M. Bhupathi  |
| 2007  | 1er tour (1/16) Paola Suárez | Nicole Pratt Ashley Fisher | 2e tour (1/8) M. Santangelo  | Lisa Raymond Bob Bryan    | 2e tour (1/16) M. Santangelo | Vera Dushevina Wesley Moodie | 2e tour (1/8) V. Uhlířová    | Yan Zi Mark Knowles        |
| 2008  | 2e tour (1/8) Lisa Raymond   | Sania Mirza M. Bhupathi    | 1er tour (1/16) Lisa Raymond | K. Bondarenko Jordan Kerr | 3e tour (1/8) Lisa Raymond   | Květa Peschke Pavel Vízner   | -                            | -                          |
| 2009  | 2e tour (1/8) M. Santangelo  | I. Benešová Lukáš Dlouhý   | -                            | -                         | -                            | -                            | 1er tour (1/16) Alizé Cornet | R. Kops-Jones Jeff Coetzee |

N.B. : le nom de la partenaire se trouve sous le résultat ; le nom des ultimes adversaires se trouve à droite.

## Participation aux Masters

### En double
| Année | Ville                      | Surface    | Partenaire      | Résultats | Résultat final |
| ----- | -------------------------- | ---------- | --------------- | --------- | -------------- |
| 2000  | Bangalore                  | Dur ext.   | Johan Landsberg | 3v, 1d    | Demi-finaliste |
| 2007  | Shanghai, Qi Zhong Stadium | Dur indoor | Julian Knowle   | 3v, 2d    | Finaliste      |